# Калининская АЭС
Калининская АЭС (КАЭС) — атомная электростанция в России, расположенная на севере Тверской области, близ города Удомля и на берегу одноимённого озера. Состоит из четырёх работающих энергоблоков типа ВВЭР-1000 общей мощностью 4 ГВт.
Калининская АЭС является филиалом концерна АО «Концерн Росэнергоатом».
На станции трудятся более 3 тысяч человек.
В 2022 году выработка электроэнергии составила 32,6 млрд Квт-ч.
В 2023 году выработка электроэнергии составила 32,975 млрд Квт-ч

## Расположение
Калининская АЭС расположена на севере Тверской области в 3 км от города Удомля. Расстояние до областного центра — города Тверь составляет 115 км. Расстояние до Москвы 330 км, а до Санкт-Петербурга — 400 км. Калининская АЭС является ближайшей атомной станцией, расположенной на наименьшем удалении от столицы России. Общая площадь Калининской АЭС составляет 287,37 гектаров. Площадка атомной станции находится в Удомельском районе Тверской области. В 30-километровую зону станции входят территории четырёх районов — Удомельского, Вышневолоцкого, Максатихинкого и Лесного.
В 3 км от АЭС проходит железнодорожная линия Бологое — Сонково, а в 22 км пролегает федеральная автомобильная дорога Вышний Волочёк — Бежецк.

## История

### Начало строительства
Предпосылкой к строительству Калининской АЭС стал дефицит электроэнергии в Центре и на Севере Советского Союза. Поиск подходящей площадки для строительства атомной станции в центральном районе европейской части России проходил с 1965 по 1969 год. Кандидатами были 12 регионов из которых была отобрана Калининская область (сейчас — Тверская). Внутри области рассматривались варианты постройки на 11 различных участках, однако в итоге для возведения станции был отобран участок у посёлка Удомля. Главным критерием выбора стройплощадки было наличие водных источников и стройматериалов, а также отсутствие оползней, карста и оврагов. Кроме того, важным фактором стало расположение поблизости железной дороги.
Решение о строительстве станции было принято 11 мая 1970 года на заседании Научно-технического совета при Министерстве энергетики и электрификации СССР. Комиссия по выбору окончательного проекта площадки под АЭС была сформирована 4 августа 1970 года. В итоге комиссия выбрала участок между деревнями Вакарино, Слободка и Ряд в трёх километрах от посёлка Удомля к юго-востоку от озера Удомля. Этот вариант и был утверждён, после чего 12 ноября 1970 года министр П. С. Непорожний подписал задание на разработку техпроекта будущей Калининской АЭС. Техпроект, разработанный Горьковским отделением института «Теплоэлектропроект», был утверждён Советом министров СССР 19 ноября 1973 года.
Названа станция была по наименованию города Калинин (сейчас — Тверь) и Калининской области (сейчас — Тверской), носивших имя советского государственного деятеля Михаила Калинина.
Дирекция строящийся АЭС была сформирована 8 января 1974 года. На должность исполняющего обязанности директора был назначен Н. М. Шикинов, имевший опыт в возведении Чернобыльской и Ровенской атомных станций. Дирекция в первые годы строительства размещалась в бывшем здании милиции посёлка Удомля. В мае 1974 года директором Калининской АЭС был назначен экс-директор Витебской ТЭС Л. М. Сидоренко, задержавшийся в Тверской области на следующие пять лет, когда на его должность был утверждён В. Д. Пупков, ранее возглавлявший Билибинскую АЭС.
Проект станции предполагал сооружение двух энергоблоков общей мощность 2000 МВт. Реактор для них был определён ВВЭР-1000 из проекта малой серии В-338 (третья модификация ВВЭР-1000). Построенные реакторы размещались в двух герметичных защитных оболочках диаметром 47,4 метра и высотой 76 метра. Производство турбогенераторов мощностью 1000 МВт выполнило Харьковское производственное объединение «Турбоатом». Подрядчиком по возведению станции было выбрано управление строительства Конаковской ГРЭС.
Система водоснабжения станции планировалась благодаря водохранилищу-охладителю в виде озера Удомля, соединённого протокой с озером Песьво. Сток и горизонт озёр планировалось регулировать за счёт гидроузла на реке Съежа, являющейся единственной рекой берущей начало в водоёмах.
Для строителей станции осенью 1974 году был построен временный посёлок из 197 передвижных вагончиков. Первый пятиэтажный дом на 90 квартир и детских сад на 280 мест появились в городе в декабре 1974 года. Строительство промышленной площадки для первого и второго блоков началось уже в 1975 году.

### Первая очередь строительства

#### Первый энергоблок
Первоначально в эксплуатацию первый блок планировали ввести в 1978 году, а второй — спустя два года. В 1975 году был заложен бетон под главным корпусом, началось сооружение промышленной зоны под первые два энергоблока. Тем не менее темпы строительства были низкими в результате чего окончание сдачи объекта переносилось. Одной из основных проблемам стал недостаток квалифицированных кадров. К строительству станции были привлечены военные стройотряды, заключённые («неосторожники») и пациенты Лечебно-профилактического профилактория. В связи с этим директор Геннадий Щапов отмечал низкую дисциплину на строительной площадке.
В 1976 году отставание от плана возведения атомной станции составило около 50 %. К 1979 году удалось сократить отставание и выйти на выполнение плана почти со 100 % результатом. В январе 1981 года на промышленной площадке появился первый парогенератор, а в мае — второй. Летом на оболочке реакторного отделения рабочие завершили работы по монтажу первого укрупнённого блока, а в машинном зале забетонировали нижнюю плиту фундамента турбогенератора. В августе 1981 году на АЭС доставили корпус реактора.
Для ускорения темпов строительства станции в декабре 1981 года на стройплощадку прибыли заместитель Председателя Совета министров СССР В. Э. Дымшиц, министр энергетики СССР П. С. Непорожний, первый заместитель министра энергетики СССР и ответственный за строительство первой очереди станции П. П. Фалалеев. Тогда же была озвучена недопустимость провала плана по вводу первого энергоблока в 1982 году. При этом было подчёркнуто неудовлетворительное состояние хода строительства станции. За этот год было завершено бетонирование оболочки, монтаж купола и выполнен монтаж реактора, парагенераторов и полярного крана. В машинном зале были установлены турбины и генераторы.
Исправлению ситуации со срывом сроков строительства способствовало изготовление по проекту Ленинградского отделения института «Энергомонтажпроект» железнодорожного транспортера грузоподъемностью 400 тонн, предназначенного для монтажных работ. Тем не менее, сроки сдачи были сдвинуты на ноябрь 1983 года. В этом же году по распоряжению министра энергетики был создан оперативный штаб по руководству строительством станции, который возглавил заместитель начальника «Союзатомэнерго» Эрик Поздышев. За 1983 год были закончены работы по установке распределительного устройства на 330 киловольт, дизельгенераторной станции, вентиляционной трубы, блочной насосной станции № 1 и пускорезервной котельной. Одновременно с этим подошли к концу монтажные работы, связанные с теплотехническим и электротехническим оборудованием, контрольно-измерительными приборами и автоматикой. Однако несмотря на это плановый ввод блока в 1983 году не состоялся. При этом именно в 1983 году на станцию прибыло для трудоустройства наибольшее количество специалистов за все время строительства −1500 человек.
График энергетического пуска и освоения мощности первого энергоблока был утверждён ВПО «Союзатомэнерго» 30 декабря 1983 года и был рассчитан на шесть месяцев. Физический пуск энергоблока с первой кассетой с ядерным топливом был выполнен 2 марта 1984 года, а 9 марта завершился этап загрузки активной зоны. На минимальный контролируемый уровень энергоблок был выведен 10 апреля. Энергетический пуск энергоблока был приурочен к празднованию Дня Победы — 9 мая 1984 года, для чего ряд предусмотренных нормативными сроками этапов пусконаладочных работ были сокращены.
Спустя одиннадцать месяцев после ввода в эксплуатации энергоблока, 31 мая 1985 года, специалисты замкнули через подстанцию в 750 кВ энергетический мост «Север-Запад-Центр», что позволило 12 июня 1985 года вывести первый энергоблок Калининской атомной электростанции на проектную мощность в 1000 МВт.
Приказ о ликвидации дирекции по строительству Калининской АЭС и вводе её в список действующих был подписан 27 июля 1984 года. В ходе строительства первого энергоблока было смонтировано 34 055 тонн тепломеханического оборудования. При этом на пике строительства на станции трудилось 1988 человек. Директором уже действующей Калининской АЭС в марте 1984 года был назначен Г. А. Щапов.

#### Второй энергоблок
К сооружению второго энергоблока строители приступили в ноябре 1981 года. Ввод его в эксплуатацию был намечен на 1985 год. Возведение второго энергоблока проходило значительно быстрее за счёт опыта, полученного специалистами при работе с первым энергоблоком. Бетонирование нижней плиты турбоагрегата было завершено 30 апреля 1984 года. Корпус реактора был доставлен на площадку в ноябре того же года. Монтаж второго турбогенератора был начат 16 апреля 1985 года, а 8 мая корпус реактора установлен по проектному положению.
Физический пуск реактора произошёл 25 ноября 1986 года, а уже 11 декабря был осуществлён энергетический пуск второго энергоблока. В эксплуатацию он был принят Министерством атомной энергетики СССР 25 декабря 1986 года с оценкой «хорошо». На проектную мощность блок № 2 был выведен спустя три месяца работы, а именно 3 апреля 1987 года.

### Вторая очередь строительства

#### Третий энергоблок
Планы по расширению Калининской АЭС появились ещё до окончания строительства первого энергоблока. Разработку проекта увеличения мощности станции до 4000 МВт вело Горьковское отделение института «Атомтеплоэлектропроект» на основании приказа Минэнерго СССР от 12 февраля 1981 года. Главным фактором расширения стал остававшийся дефицит энергии в центральной России, где лишь 8 из 22 областей покрывали свою потребность в электроэнергии.
Проект второй очереди был утверждён приказом Минэнерго в октябре 1985 года на основании решения Главгосэкспертизы Госстроя СССР. Предложенный проект предполагал строительство двух новых реакторов типа ВВЭР-1000 проекта В-320 рядом с первой очередью станции. К строительству приступили в 1984 году и по плану третий энергоблок планировалось сдать в 1989 году. Тем не менее этим планам не суждено было сбыться, поскольку на время сооружения блока пришлась сначала авария на Чернобыльской АЭС, а затем экономический кризис конца 1980-х и начала 1990-х годов.
В ноябре 1988 году в Удомле состоялось открытие дискуссионного клуба по вопросу закрытия станции. К следующем году для работы с общественностью была созвана рабочая группа, которая в 1992 году была объединена с пресс-центром в отдел информации станции. 20 января 1990 года в городе прошёл митинг с требованием остановить два рабочих блока и прекратить возведение третьего энергоблока. В итоге в июне 1991 года при готовности третьего блока на 70 % его строительство было остановлено приказом Минатомэнергопрома СССР до проведения Государственной экологической экспертизы. В 1990-е годы строительство продолжилось, но скорость возведения была незначительной из-за отсутствия финансовых ресурсов. Оживление строительства произошло в 1997 году после одобренного Государственной экологической комиссии проекта с увеличенной безопасностью блока.
В 2003 году состоялось завершение работ по монтажу оборудования первого контура реакторной установки и главного циркуляционного трубопровода, выполнены работы по сборке реактора и монтажу перегрузочной машины. Физический пуск реактора энергоблока № 3 был реализован 2 октября 2004 года, а энергетический — 16 декабря 2004 года. В промышленную эксплуатацию объект приняли 8 ноября 2005 года.

#### Четвёртый энергоблок
Решение о постройки четвёртого энергоблока было принято 16 февраля 2006 года заместителем руководителя Федерального агентства по атомной энергии И. М. Каменских. Уже в следующем году проект блока прошёл Государственную экологическую экспертизу РФ и был утверждён. Основные работы по возведению четвёртого энергоблока пришлись на 2010 год. К сети энергоблок был подключён 24 ноября 2011 года, а 25 сентября 2012 года состоялся его ввод в промышленную эксплуатацию.

## Конструкция и структура
Каждый из четырёх действующих энергоблоков Калининской АЭС состоит из водо-водяного энергетического реактора типа ВВЭР-1000, парогенератора горизонтального типа ПГВ-1000, генераторах ТВВ-1000-2УЗ, главных циркуляционных насосах типа ГЦН-195, паровых турбинах типа К-1000-60/1500 ПОАТ «ХТЗ» (на энергоблоках № 1 и 2) и турбины К-1000-60/3000 ПО «ЛМЗ» (на энергоблоках № 3 и 4).
В структуру Калининской АЭС входят: реакторный цех первой очереди, реакторный цех второй очереди, турбинный цех первой очереди, турбинный цех второй очереди, электрический цех, химический цех, цех тепловой автоматики и измерений, цех обеспечивающих систем, цех гидротехнических сооружений, цех по обращению с радиоактивными отходами. Осуществление контроля за ядерной и радиационной безопасностью возложено на отдел ядерной безопасности и надёжности и отдел радиационной безопасности. Мониторинг экологического состояния производит отдел охраны окружающей среды.
Станция выдаёт произведённую электроэнергию в Объединённую энергосистему Центра по высоковольтным линиям на Тверь, Москву, Санкт-Петербург, Владимир, Череповец. Выдача производимой электроэнергии осуществляется в восемь регионов страны по сетям ОАО «ФСК ЕЭС» через:
- ПС «Опытная» — 750 кВ;
- ПС «Белозерская» — 750 кВ;
- ПС «Ленинградская» — 750 кВ;
- ПС «Владимирская» — 750 кВ;
- ПС «Грибово» — 750 кВ;
- ПС «Новая-1» — 330 кВ;
- ПС «Новая-2» — 330 кВ.

Вблизи Калининской АЭС построен опорный центр обработки и хранения данных (ЦОД).

## Информация об энергоблоках
На Калининской АЭС работают четыре энергоблока с реакторами типа ВВЭР-1000, электрической мощностью до 1000 МВт каждый, которые были введены в эксплуатацию последовательно в 1985, 1987, 2005 и 2012 годах. Первый энергоблок КАЭС, планируется вывести из эксплуатации в 2029 году, а второй — в 2038 году. Проектный срок эксплуатации третьего блока рассчитан до 2034, а четвёртого — до 2041 года с возможность дальнейшего продления.
| Энергоблок | Тип реакторов | Мощность | Мощность | Начало строительства | Подключение к сети | Ввод в эксплуатацию | Закрытие          |
| Энергоблок | Тип реакторов | Чистая   | Брутто   | Начало строительства | Подключение к сети | Ввод в эксплуатацию | Закрытие          |
| ---------- | ------------- | -------- | -------- | -------------------- | ------------------ | ------------------- | ----------------- |
| Калинин-1  | ВВЭР-1000/338 | 950 МВт  | 1000 МВт | 01.02.1977           | 09.05.1984         | 12.06.1985          | 2029 (план)       |
| Калинин-2  | ВВЭР-1000/338 | 950 МВт  | 1000 МВт | 01.02.1982           | 11.12.1986         | 03.03.1987          | 30.11.2038 (план) |
| Калинин-3  | ВВЭР-1000/320 | 950 МВт  | 1000 МВт | 01.10.1985           | 16.12.2004         | 08.11.2005          | 2034 (план)       |
| Калинин-4  | ВВЭР-1000/320 | 950 МВт  | 1000 МВт | 12.11.2007           | 24.11.2011         | 25.12.2012          | 2041 (план)       |

С целью повышения уровня безопасности от внешних воздействий на каждом из четырёх энергоблоков Калининской АЭС установлено дополнительное оборудование:
- передвижная дизель-генераторная установка ПДГУ (2,0 МВт; 6 кВ);
- передвижная дизель-генераторная установка ПДГУ (200 кВт; 0,4 кВ);
- дизель-насос (90кгс/м²; 150 м³/ч);
- мотопомпа (5 кгс/см²; 500 м³/ч);
- мотопомпа (5 кгс/см²; 40 м³/ч).

## Экология и безопасность
Радиус санитарно-защитной зоны Калининской АЭС составляет 1,2 километра. Среди объектов, включённых в перечень производственного контроля входят озёра Песьво и Удомля, реки Съежа, Сьюча, Хомутовка, Овсянка и Тихомандрица. Контроль за гамма-излучением на территории 30-километровой зоны атомной станции осуществляют 18 мониторинговых станций автоматизированной системы контроля радиационной обстановки. Одновременно с этим установлены 50 термолюминесцентных дозиметров в 29 различных точках, где исследуется облучение, воздействующее на человека.
Уровень онкологических заболеваний в районе работы станции не превосходит средний показатель по области. Выбросы Калининской АЭС в атмосферу находятся на низком уровне и составляют 4,11 % от допустимого значения. На станции имеется 21 неорганизованный источник выбросов загрязняющих веществ. К таким источникам относятся четыре башенные градирни, сооружения ливневых стоков, участок газовой резки и сварки, а также площадка временного хранения отходов. В процессе деятельности станция выделяет 53 вида нерадиоактивных отходов. При этом доля станции в общем количестве загрязняющих веществ в атмосферу по Тверской области в 2014 году составляла 0,18 %. Станция также имеет в своём распоряжении две установки очистки газов. Заточные станки оборудованы пылеулавливающим агрегатом Циклон ЦН-15, а участки сварки цеха централизованного ремонта имеют электростатистический пылеулавливающий фильтр ЭФВА-ГЕО. В области выполнения мероприятий по охране воздушного бассейна осуществляется контроль качества атмосферного воздуха на стационарных источниках выбросов, на границе санитарно-защитной зоны Калининской АЭС и в черте жилой застройки. В 2018 году объём выбросов загрязняющих веществ в атмосферу составил 12,414 тонн (3,32 % от установленного лимита) при разрешенном выбросе 374,223 тонн.
С целью дальнейшего повышения экологической эффективности, реализации совместных методов управления в области природопользования на Калининской АЭС функционирует система экологического менеджмента (СЭМ). Ежегодные инспекционные аудиты СЭМ на соответствие национальному стандарту ГОСТ Р ИСО 14001-2016 и международному стандарту ISO 14001:2015 подтверждают технологическую и экологическую безопасность Калининской АЭС.
Озёра Удомля и Песьво относятся к водоёмам высшей рыбохозяйственной категории. Сбрасываемые с Калининской АЭС сточные воды проходят процедуру очистки. Объём сброса загрязняющих веществ в озёра по состоянию на 2023 год составлял 2,32 % от разрешенного количества. Часть сточных вод после специальных процедур закачиваются на захоронение в подземный водоносный горизонт, расположенный на полигоне глубинного захоронения. Результаты исследований микрокомпонентного состава воды и донных отложений озёр Песьво и Удомля с 2010 по 2017 год показывают, что в водоёмах превышены показатели допустимой концентрации таких веществ как железо, марганец, медь, свинец и цинк. В 2018 году все выпуски сточных вод Калининской АЭС были оборудованы очистными сооружениями, благодаря эффективной работе которых объём сброса загрязняющих веществ составляет 81,850 т (12,78 % от установленного лимита) при разрешенном сбросе 640,537 т
В 30-километровой зоне вокруг Калининской АЭС находится 49 охраняемых территорий (16 памятников природы и 33 заказника). На территории Удомельского городского округа, где расположена станция, обитают более 220 видов птиц, произрастает 911 видов растений, включая 68 занесённых в Красную книгу Тверской области и 7 видов занесенных в Красную книгу Российской Федерации. В 2016 году затраты АЭС на охрану окружающей среды составили 142 миллиона рублей. Кроме того, со станции ежегодно взимается «плата за негативное воздействие окружающую среду», которая в 2016 году составила 352 миллиона рублей. В 2020 году обеспечение природоохранной деятельности для предприятия обошлось в 260 млн рублей.
Проведённые замеры в озёрах в 2014 году показали наличие 167 видов фитопланктона и 8 видов водорослей, что было характерно для озера и в момент запуска АЭС 30 годами ранее. Персонал станции также занимается вопросами сохранения водных биологических ресурсов. Ежегодно проводятся мероприятия по искусственному зарыблению озёр. Оценочный запас рыбы в озёрах составляет 713 тонн, что на 45 % больше, чем до ввода атомной станции в эксплуатацию.
По результатам 2020 года станция получила дипломом победителя XVI Всероссийского конкурса «Лидер природоохранной деятельности в России» в номинации «Лучшее экологически ответственное предприятие в сфере атомной электроэнергетики».

## Показатели работы
Калининская АЭС является крупнейшим производителем электроэнергии в Центральной части России. На её долю приходится 74 % всей вырабатываемой электроэнергии в Тверской области, а также 98 % объёма промышленного производства Удомельского городского округа. За 2022 год станция выработала 32,6 млрд кВт.ч электроэнергии, что составляет 14,6 % от общего количества электроэнергии всех атомных станций «Росэнергоатома».
С начала ввода в эксплуатацию и по август 2023 года Калининская АЭС выработала более 750 млрд кВт.ч электроэнергии.
Станция дважды удостаивалась звания «Лучшая АЭС России» (2002 и 2022).
| Год  | КИУМ,%    | Энерговыработка, Квт-ч | «Лучшая АЭС России» |
| 2022 | 93,1 %    | 32,6 млрд              | I место             |
| 2021 | 98 %      | 34,3 млрд              |                     |
| 2020 |           | 28,4 млрд              |                     |
| 2019 | 88,58 %   | 31,03 млрд             |                     |
| 2018 | 100,42 %, | 35,1 млрд              |                     |
| 2017 | 93,24 %   | 32,6 млрд              |                     |
| 2016 | 77,2 %    | 27,1 млрд              |                     |
| 2015 | 95,44 %   | 33,4 млрд              |                     |
| 2014 | 80,9 %    | 28,3 млрд              |                     |
| 2013 | 85,6 %    | 29,9 млрд              |                     |
| 2012 | 87,4 %    | 28,3 млрд              |                     |
| 2011 | 88,6 %    | 23,4 млрд              |                     |
| 2010 | 85,2 %    | 22,3 млрд              |                     |
| 2009 | 84,3 %    | 22,1 млрд              |                     |
| 2008 | 86,8 %    | 22,8 млрд              |                     |
| 2002 |           |                        | I место             |

## Руководство

### Директора
- Л. М. Сидоренко (май 1974 — ноябрь 1979)[8]
- В. Д Пупков (ноябрь 1979 — март 1984)[8]
- Г. А. Щапов (март 1984 — март 1997)[8]
- И. В. Гребешев (март 1997 — октябрь 1998)[8]
- С. И. Антипов (октябрь 1998—2005)[8]
- В. И. Аксёнов (май 2005—2007)[38]
- Л. И. Мартыновченко (2007—2012)[39]
- М. Ю. Канышев (2012—2016)[40]
- В. И. Игнатов (с июля 2016)[41]

### Главные инженеры
- В. И. Аксёнов (1996—2005)[38]
- М. Ю. Канышев (2006—2012)[42]
- В. И. Сушко (2013—2016)[43]
- А. Е. Дорофеев (2016—2023)[44]
- Р. Р. Алыев (с 2024)[45]